# Ibidoecus dianae
Ibidoecus dianae är en insektsart som beskrevs av Tandan 1958. Ibidoecus dianae ingår i släktet Ibidoecus och familjen fjäderlöss. Inga underarter finns listade i Catalogue of Life.